# (32088) Liamwallace
(32088) Liamwallace est un astéroïde de la ceinture principale.

## Description
(32088) Liamwallace est un astéroïde de la ceinture principale. Il fut découvert le 28 mai 2000 à Socorro (Nouveau-Mexique) par le projet LINEAR. Il présente une orbite caractérisée par un demi-grand axe de 2,75 UA, une excentricité de 0,06 et une inclinaison de 4,6° par rapport à l'écliptique.

## Compléments